# Вишна Једљова
Вишна Једљова (слч. Vyšná Jedľová) насељено је мјесто са административним статусом сеоске општине (слч. obec) у округу Свидњик, у Прешовском крају, Словачка Република.

## Становништво
| Година:    | 1994. | 2004.   | 2014.   | 2024.   |
| ---------- | ----- | ------- | ------- | ------- |
| Број људи: | 189   | 188     | 193     | 185     |
| Разлика:   |       | -0,52 % | +2,65 % | -4,14 % |

| Година:    | 2023. | 2024.   |
| ---------- | ----- | ------- |
| Број људи: | 181   | 185     |
| Разлика:   |       | +2,20 % |

Према подацима о броју становника из 2024. године насеље је имало 185 становника.